# Abbé
Abbé er den franske form af abbed. Men ordet bruges (brugtes) ofte som titel for andre gejstlige, selv for sådanne som (endnu) ikke var præsteviede. En Abbé Bourdelot (1610-1685) kaldtes ved denne titel, fordi han nød indtægt af kirkegods i Frankrig; gejstlig var han ikke. 
I 1500-1700-årene var en abbé inden for litteraturen en fransk præst, som havde en sinecurepost og derfor kunne hellige sin tid til lærde studier, undervisning eller samfundsliv.
På dansk bør abbé i almindelighed ikke gengives ved abbed: En kendt 1800-tals musiker Georg Joseph Vogler, som bl.a. gæstede København, var præsteviet, og må kaldes Abbed Vogler.